# Liederschiedt
Liederschiedt (Duits: Liederscheid ) is een gemeente in het Franse departement Moselle (regio Grand Est) en telt 132 inwoners (1999). De plaats maakt deel uit van het arrondissement Sarreguemines.

## Geografie
De oppervlakte van Liederschiedt bedraagt 5,9 km², de bevolkingsdichtheid is 22,4 inwoners per km².
De onderstaande kaart toont de ligging van Liederschiedt met de belangrijkste infrastructuur en aangrenzende gemeenten.

## Demografie
Onderstaande figuur toont het verloop van het inwonertal (bron: INSEE-tellingen).